# Yang Yang
Yang Yang (chinês simplificado: 杨洋; chinês tradicional: 楊洋, nascido em 9 de setembro de 1991) é um ator, cantor e dançarino chinês. Formado em 2003 pelo Departamento de Dança da Academia de Arte do Exército de Libertação Popular. Ele ingressou na Região Militar de Nanjing entre 2006 e 2008. Ele fez sua estreia como ator no drama de televisão chinês The Dream of Red Mansions (2010). Desde então, ele recebeu reconhecimento por seus papéis em dramas de televisão The Lost Tomb (2015), The Whirlwind Girl (2015), Love O2O (2016), Martial Universe (2018), O Avatar do Rei (2019), Você É Minha Glória (2021), Quem Governa O Mundo (2022) e filmes A Orelha Esquerda (2015), Eu pertencia a você (2016), Era uma vez (2017).
Ele ficou em 5º lugar na lista 2017 da Forbes China Celebrity 100, 27º em 2019 e 44º em 2020.

## Infância e educação
Yang Yang nasceu em 9 de setembro de 1991 em Xangai, embora sua cidade natal ancestral seja Hefei, Anhui. Ele cresceu em Xangai em uma família comum e é filho único.
Durante a infância, Yang aprendeu a tocar violino e jogar beisebol. Ele frequentava a Escola de Arte Juvenil de Xangai nos fins de semana e, por isso, o seu talento para a dança foi notado pelos professores. Como resultado, ele se tornou membro da quinta turma da escola de arte, ele frequentemente atuava em nome da escola em competições, perfomances, obteve diversas  honrarias e exibiu uma habilidade excepcional na arte da dança.
Em 2003, foi admitido no Departamento de Dança da Academia de Artes do Exército de Libertação Popular e na Escola de Dança de Xangai (agora incorporada à Academia de Teatro de Xangai), devido a seu amor por usar uniforme militar, ele escolheu estudar na Academia de Artes do Exército de Libertação, aos 12 anos ele deixou seus pais e chegou sozinho de Xangai a Pequim para estudar no Departamento de Artes e Dança Militares. Ele também estudou na Academia Central de Drama por um período.
Durante seus dias de escola, trabalhou muito, em virtude de seu talento pessoal e trabalho duro, seu desempenho profissional sempre esteve entre os melhores, tornando-se o primeiro em seu curso no segundo ano de admissão, e representando a escola em competições internacionais e nacionais de dança muitas vezes, naquela época seu sonho era ser um excelente dançarino. Quando ele estava no terceiro grau de arte militar, foi especialmente recrutado como soldado literário e artístico pelo regimento literário e artístico da linha de frente da Região Militar de Nanjing para treinamento direcional.
Em 2007, conquistou primeiro prêmio de dança contemporânea na 4.ª competição de dança "Red Star Cup" organizada pela Military Arts. Além disso, ele sempre foi conhecido na escola como a "grama da escola militar".

## Carreira

### 2007–2014: Início
Em dezembro de 2007, ele foi escolhido para interpretar o papel principal Jia Baoyu pelo diretor Li Shaohong em The Dream of Red Mansions. Uma das séries de TV chinesas mais caras produzidas em RMB118 milhões (US$ 17,55 milhões), o drama de 50 episódios estreou em 6 de julho de 2010.
Em 2011, seu segundo drama, Youth Melody, foi transmitido em horário nobre pela China Central Television, onde Yang Yang interpretou Ning Hao. Em junho do mesmo ano, apareceu em seu primeiro filme The Founding of a Party, ele interpretou Yang Kaizhi (楊開智), o irmão de Yang Kaihui (segunda esposa de Mao Zedong) este filme foi um tributo patriótico detalhando o processo de estabelecimento do Partido Comunista Chinês. Ele continuou a construir sua filmografia, apresentando nos dramas de guerra The War Doesn't Believe in Tears (2012) e Ultimate Conquest (2013), e na série de romance Flowers of Pinellia Ternata (2013).
Em 29 de abril de 2014, Yang encerrou seu contrato de 7 anos com sua empresa Rosat Entertainment.

### 2015–2016: Crescente popularidade e avanço
Em 2015, Yang começou a ganhar reconhecimento por sua atuação em The Left Ear, um filme de amadurecimento que também é a estréia na direção de Alec Su. O filme foi um sucesso de bilheteria, e Yang recebeu elogios por sua atuação como Xu Yi.  Ele então participou do reality show Divas Hit the Road, que foi um grande tópico on-line quando foi ao ar e ajudou Yang a liderar o "Ranking de estrelas do reality show chinês de 2015". Em seguida, ele estrelou o web-drama de ação e aventura The Lost Tomb, baseado no romance de mesmo nome. A Tumba Perdida foi o drama da web mais assistido do ano, e Yang ganhou elogios de novos fãs e público por sua interpretação de Zhang Qiling. Yang então interpretou o protagonista masculino no drama esportivo juvenil The Whirlwind Girl, que ganhou uma das maiores audiências do ano. Ele também lançou seu primeiro single, "Tender Love". No final do ano, Yang ganhou vários prêmios, incluindo o de Ator de TV Mais Popular do Ano no iQiyi All-Star Carnival Night 2016; e os prêmios de Ator Mais Esperado e Ator Mais Influente no China TV Drama Awards.
Em 2016, Yang apareceu na Gala de Ano Novo da CCTV pela primeira vez, onde seu item de música "Father and Son" ao lado de Tong Tiexin foi eleito o programa mais popular. Ele estrelou o drama de romance juvenil Love O2O, baseado no romance de mesmo nome de Gu Man. O drama foi um sucesso internacional e é o drama moderno mais visto na China. Após a exibição de Love O2O, Yang experimentou um enorme aumento de popularidade e com sucesso invadiu o mainstream. Para agradecer seus fãs, Yang lançou a música "Love is Crazy", um single de jazz/rock. Em seguida, ele estrelou o filme de romance I Belonged to You, que foi um enorme sucesso e quebrou o recorde de vendas de bilheteria para filmes de romance produzidos no continente. Ele foi nomeado como uma das 10 maiores celebridades chinesas com maior valor comercial pela CBN Weekly.

### 2017–presente: Sucesso contínuo

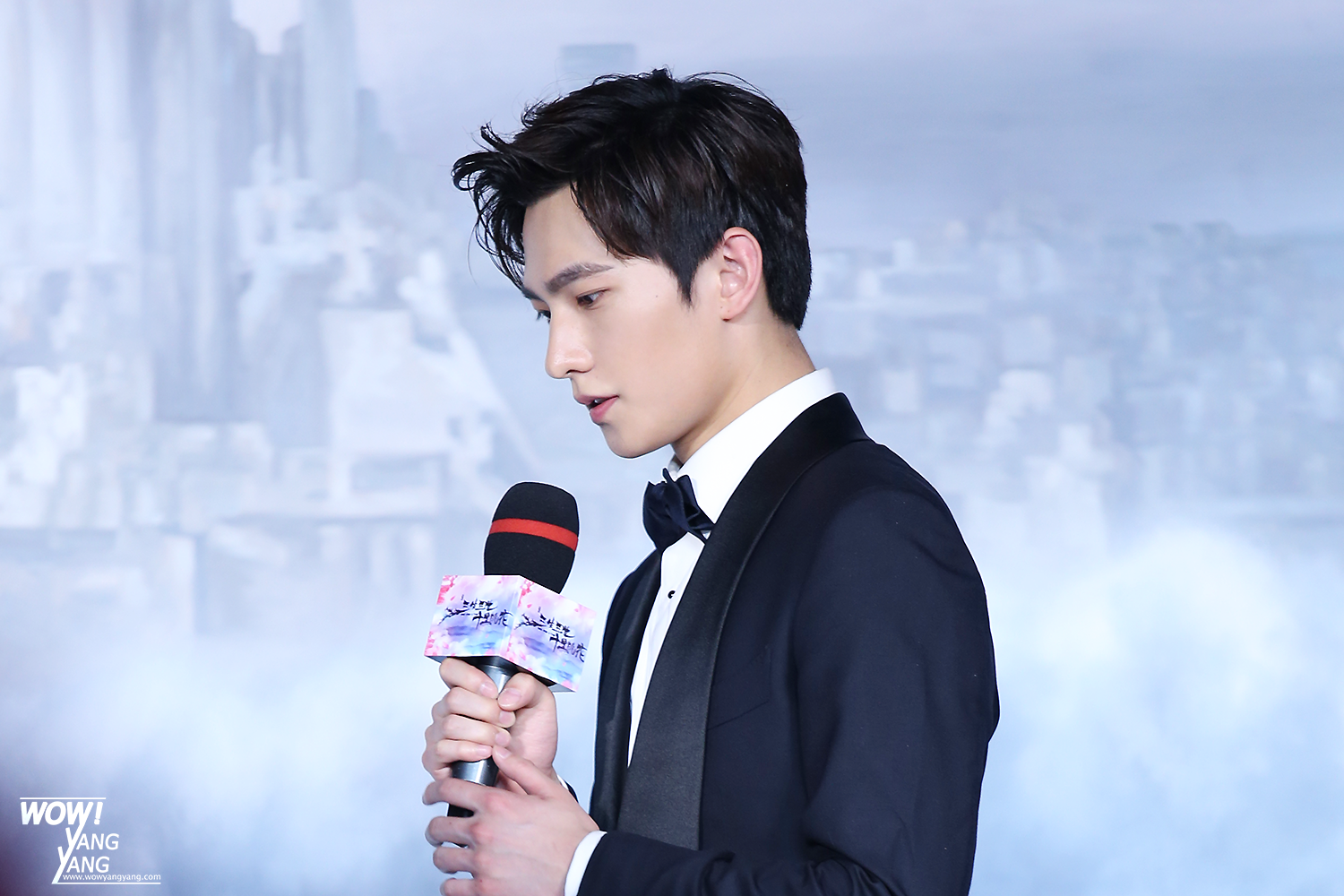
Yang Yang na Conferência de Imprensa do filme Era Uma Vez em 2017

Em 2017, Yang estrelou ao lado de Liu Yifei no filme de fantasia romântica Once Upon a Time.
Em 2018, Yang estrelou o drama de ação de fantasia Martial Universe. A Forbes China listou Yang em sua lista 30 Under 30 Asia 2017, que consistia em 30 pessoas influentes com menos de 30 anos que tiveram um efeito substancial em seus campos.
Em 2019, Yang desempenhou o papel principal Ye Xiu no drama de eSports O Avatar do Rei.
Em 2020, Yang estrelou o filme de ação Vanguard ao lado de Jackie Chan. No mesmo ano, ele deve estrelar o drama militar Glória das Forças Especiais, dirigido por Xu Jizhou. Em 2020, Yang foi escalado para Você É Minha Glória ao lado de Dilraba Dilmurat.
Em 2022, ele estrelou o drama de romance de fantasia intitulado Quem Governa O Mundo, ao lado de Zhao Lusi, baseado no romance de Qing Lengyue.

## Outras atividades
Em janeiro de 2016, Yang se tornou o primeiro artista a ser apresentado no selo postal da China Post.
Em 19 de fevereiro de 2017, Yang teve sua figura de cera exibida no Madame Tussauds Shanghai. Sua segunda figura de cera foi exibida no Madame Tussauds Beijing em 19 de julho de 2017.
Em dezembro de 2020, a marca britânica de artigos de luxo Dunhill anunciou Yang como seu mais novo embaixador global da marca.
Em setembro de 2021, a Bulgari nomeou Yang como seu mais novo porta-voz.

## Filmografia

### Filmes
| Ano  | Título Ocidental                          | Título chinês    | Função         | Ref.   |
| ---- | ----------------------------------------- | ---------------- | -------------- | ------ |
| 2011 | The Founding of a Party                   | 建党伟业         | Yang Kaizhi    |        |
| 2012 | Joyful Reunion                            | 饮食男女2012     | Shizhe (young) | [ 48 ] |
| 2015 | The Unbearable Lightness of Inspector Fan | 暴走神探         | Zhanshi Wu     | [ 49 ] |
| 2015 | The Left Ear                              | 左耳             | Xu Yi          |        |
| 2016 | I Belonged to You                         | 从你的全世界路过 | Mao Shiba      |        |
| 2017 | Once Upon a Time                          | 三生三世十里桃花 | Ye Hua         |        |
| 2020 | Vanguard                                  | 急先锋           | Lei Zhen Yu    |        |

### Série de televisão
| Ano  | Título Ocidental                   | Título chinês    | Função                  | Rede                                          | Ref.   |
| ---- | ---------------------------------- | ---------------- | ----------------------- | --------------------------------------------- | ------ |
| 2010 | The Dream of Red Mansions          | 红楼梦           | Jia Baoyu               | QTV                                           |        |
| 2011 | Melody of Youth                    | 青春旋律         | Ning Hao                | CCTV                                          | [ 50 ] |
| 2012 | The War Doesn't Believe in Tears   | 战争不相信眼泪   | Du Changyou             | STV                                           |        |
| 2012 | Refresh 3+7                        | 刷新3+7          | He Tianze               | Dragon TV                                     | [ 51 ] |
| 2013 | Legend of Goddess Luo              | 新洛神           | Cao Zhi                 | Jiangsu TV                                    | [ 52 ] |
| 2013 | Ultimate Conquest                  | 武间道           | Bai Niansheng           | Sichuan TV                                    |        |
| 2013 | Flowers of Pinellia Ternata        | 花开半夏         | Lu Yuan                 | Hunan TV                                      |        |
| 2014 | Lanterns                           | 花灯满城         | Fei Yu                  | Hunan TV                                      | [ 53 ] |
| 2014 | Tiny Times                         | 小时代之折纸时代 | Neil                    | Youku                                         | [ 54 ] |
| 2015 | The Four                           | 少年四大名捕     | Wu Qing                 | Hunan TV                                      | [ 55 ] |
| 2015 | The Lost Tomb                      | 盗墓笔记         | Zhang Qiling            | iQiyi                                         |        |
| 2015 | The Whirlwind Girl                 | 旋风少女         | Ruo Bai                 | Hunan TV                                      |        |
| 2016 | Love O2O                           | 微微一笑很倾城   | Xiao Nai                | Dragon TV, Jiangsu TV                         |        |
| 2016 | My Adorable Husband                | 我的蠢萌老公     | Yang Kang               | iQiyi                                         | [ 56 ] |
| 2018 | The Chronicles of Town Called Jian | 茧镇奇缘         | Huang Moru              | Mango TV                                      | [ 57 ] |
| 2018 | Martial Universe                   | 武动乾坤         | Lin Dong                | Dragon TV                                     |        |
| 2019 | O Avatar do Rei                    | 全职高手         | Ye Xiu / Ye Qiu         | Tencent (WeTV)                                |        |
| 2020 | Together                           | 在一起           | Zhu Bin                 | Dragon TV                                     | [ 58 ] |
| 2021 | Você É Minha Glória                | 你是我的荣耀     | Yu Tu                   | Tencent (WeTV)                                | [ 59 ] |
| 2022 | Quem Governa O Mundo               | 且试天下         | Feng Lanxi / Hei Fengxi | Tencent (WeTV)                                | [ 60 ] |
| 2022 | Glory of Special Forces            | 特战荣耀         | Yan Poyue               | Tencent, Youku, iQIYI, Dragon TV, Zhejiang TV |        |
| 2023 | My Fireworks on Earth              | 我的人间烟火     | Song Yan                | Hunan TV                                      |        |

### Curta-metragem
| Ano  | Título Ocidental                       | Título chinês     | Notas/Ref. |
| ---- | -------------------------------------- | ----------------- | ---------- |
| 2016 | Searching for the Legend of Nian       | 寻年传说          |            |
| 2016 | Be and Cherry Eating Show              | 百草味演吃会      | [ 61 ]     |
| 2016 | Healing Island                         | 治愈之岛          | [ 62 ]     |
| 2016 | Jasmine Flowers                        | 茉等花开          | [ 63 ]     |
| 2016 | My VR Boyfriend                        | 我的VR男友        | [ 64 ]     |
| 2016 | I Am Your Yang Yang Phone              | 我是你的咩咩phone | [ 65 ]     |
| 2016 | The Smile of Yi Q                      | 衣q博士的微微一笑 | [ 66 ]     |
| 2017 | Travel Through an Alluring Smile       | 穿越笑倾城        | [ 67 ]     |
| 2017 | The Magical Journey of Liliput         | 小人国奇幻之旅    | [ 68 ]     |
| 2017 | Love of Jasmine                        | 茉莉之恋          | [ 69 ]     |
| 2017 | Love Toward and Death and Reborn       | 爱向死而生        | [ 70 ]     |
| 2017 | Protect and Never Let Go               | 守护不放          |            |
| 2018 | Music For Jasmine True Love Confession | 音为茉莉 真情告白 | [ 71 ]     |
| 2019 | Star Picked                            | 摘星者            | [ 72 ]     |
| 2019 | 1970, I Am The Main Character          | 70年，我是主角    | [ 73 ]     |

### Show de variedades
| Ano  | Título Ocidental                 | Título chinês      | Função           | Rede        | Notas/Ref. |
| ---- | -------------------------------- | ------------------ | ---------------- | ----------- | ---------- |
| 2013 | Star Soldier                     | 防务精英之星兵报到 | Membro do elenco | Beijing TV  | [ 74 ]     |
| 2015 | Divas Hit the Road (Temporada 2) | 花儿与少年         | Membro do elenco | Hunan TV    |            |
| 2020 | The Irresistible                 | 元气满满的哥哥     | Membro do elenco | Hunan TV    | [ 75 ]     |
| 2021 | Youth Periplous (Temporada 3)    | 青春环游记         | Membro do elenco | Zhejiang TV |            |

### Vídeos de música
| Ano  | Título Ocidental                   | Título chinês  | Cantor            | Notas/Ref. |
| ---- | ---------------------------------- | -------------- | ----------------- | ---------- |
| 2010 | "Granting Me a Red Mansions Dream" | 许我一个红楼梦 | Lin Shen          |            |
| 2017 | "For My 17-year-old Self"          | 给17岁的自己   | Secret Fruit cast | [ 76 ]     |

### Teatro
| Ano  | Título Ocidental          | Título chinês | Função    | Notas/Ref. |
| ---- | ------------------------- | ------------- | --------- | ---------- |
| 2009 | The Dream of Red Mansions | 红楼梦        | Jia Baoyu |            |

## Discografia

### Músicas
| Ano  | Título Ocidental                               | Título chinês    | Álbum                  | Notas/Ref.                                            |
| ---- | ---------------------------------------------- | ---------------- | ---------------------- | ----------------------------------------------------- |
| 2011 | "Dandelion"                                    | 蒲公英           | Melody of Youth OST    | com Zhou Mi, Ma Su, Jiang Mengjie & Su Qing           |
| 2015 | "Fly with a Carefree Heart"                    | 放心去飞         | The Left Ear OST       | com Oho Ou & Hu Xia                                   |
| 2015 | "Divas Hit the Road"                           | 花儿与少年       | Divas Hit the Road OST |                                                       |
| 2015 | "Tender Love"                                  | 安心的温柔       |                        |                                                       |
| 2016 | "Summer's Smooth Hair Dance"                   | 夏日顺发舞       |                        | Música promocional para a marca de Shampoo Rejoice    |
| 2016 | "One Smile is very Beautiful"                  | 微微一笑很倾城   | Love O2O OST           |                                                       |
| 2016 | "Love Is Crazy"                                | 爱是一个疯字     |                        | [ 79 ]                                                |
| 2016 | "Sunshine in the Eyes"                         | 瞳孔里的太阳     |                        | Single promocional para o Dia Mundial da AIDS de 2016 |
| 2016 | "Father and Son"                               | 父子             |                        | com Tong Tiexin                                       |
| 2017 | “Three Lifetimes, Ten Miles of Peach Blossoms" | 三生三世十里桃花 | Once Upon a Time OST   | com Liu Yifei                                         |
| 2017 | "Just Like IDOL"                               | 就象是IDOL       |                        | [ 82 ]                                                |
| 2017 | "Power of Love"                                | 爱的力量         |                        | Canção de caridade para o Sunshine Special Fund       |
| 2018 | "My Spring Gala My Year"                       | 我的春晚我的年   |                        | Performance para a Gala de Ano Novo da CCTV           |
| 2018 | "The Best"                                     | 最好             |                        | [ 84 ]                                                |
| 2018 | "Forever Young"                                |                  |                        | [ 84 ]                                                |

## Prêmios e indicações
| Ano  | Evento                                                         | Categoria                              | Trabalho indicado         | Resultado | Ref.          |
| ---- | -------------------------------------------------------------- | -------------------------------------- | ------------------------- | --------- | ------------- |
| 2009 | 4º BQ Celebrity Score Awards                                   | Newcomer Award                         | —                         | Venceu    |               |
| 2010 | The Mango TV Fan Festival                                      | Best Couple                            | The Dream of Red Mansions | Venceu    | [ 85 ]        |
| 2011 | China Power Awards                                             | Most Beautiful New Star                | —                         | Venceu    | [ 86 ]        |
| 2011 | Sohu Entertainment Awards                                      | New Face                               | —                         | Venceu    | [ 87 ]        |
| 2015 | Baidu Tieba Fans' Carnival                                     | Best Trending Artist                   | —                         | Venceu    |               |
| 2015 | Bazaar Men of the Year Awards                                  | Most Attractive Star of the Year       | —                         | Venceu    | [ 88 ]        |
| 2015 | Chinese Campus Art Glory Festival                              | Most Popular Actor                     | The Four                  | Venceu    | [ 89 ]        |
| 2015 | 4º iQiyi All-Star Carnival                                     | Popular TV Actor Award                 | The Lost Tomb             | Venceu    |               |
| 2015 | 8º China TV Drama Awards                                       | Most Talked About Actor                | —                         | Venceu    |               |
| 2015 | 8º China TV Drama Awards                                       | Most Influential Actor in the Media    | —                         | Venceu    |               |
| 2016 | L'Officiel Night                                               | Most Popular Actor                     | —                         | Venceu    | [ 90 ]        |
| 2016 | Baidu Moments Press Conference                                 | Most Commercially Valuable Male Artist | —                         | Venceu    | [ 91 ]        |
| 2016 | 13º Esquire Man At His Best Awards                             | Most Commercially Valuable Artist      | —                         | Venceu    | [ 92 ]        |
| 2016 | Sohu Fashion Awards                                            | Most Popular Male Celebrity            | —                         | Venceu    | [ 93 ]        |
| 2016 | Youku Young Choice Awards                                      | Artist of the Year                     | —                         | Venceu    | [ 94 ] [ 95 ] |
| 2016 | Youku Young Choice Awards                                      | 2016 UC Headlines Figure               | —                         | Venceu    | [ 94 ] [ 95 ] |
| 2017 | 2º China Television Drama Quality Ceremony                     | Most Popular Quality Actor             | Love O2O                  | Venceu    | [ 96 ]        |
| 2017 | Chinese Communist Youth League (CCYL)                          | May 4th Medal                          | —                         | Venceu    | [ 97 ]        |
| 2017 | 14º Esquire Man At His Best Awards                             | Man of the Year                        | —                         | Venceu    | [ 98 ]        |
| 2017 | 14º Esquire Man At His Best Awards                             | Artist of the Year                     | —                         | Venceu    | [ 98 ]        |
| 2017 | 11º Tencent Video Star Awards                                  | VIP Star of the Year                   | —                         | Venceu    | [ 99 ]        |
| 2018 | 12º Tencent Video Star Awards                                  | VIP Star of the Year                   | —                         | Venceu    | [ 100 ]       |
| 2018 | Youku Choice Awards                                            | Most Valuable Star                     | —                         | Venceu    | [ 101 ]       |
| 2018 | China Youth Day Gala                                           | Outstanding Young Actor                | —                         | Venceu    | [ 102 ]       |
| 2018 | Chinese Communist Youth League (CCYL)                          | Outstanding Youth                      | —                         | Venceu    | [ 103 ]       |
| 2018 | 15º Esquire Man At His Best Awards                             | Outstanding Mainland Artist            | —                         | Venceu    | [ 104 ]       |
| 2019 | China Entertainment Industry Summit (Golden Pufferfish Awards) | Most Commercially Valuable Artist      | —                         | Venceu    | [ 105 ]       |
| 2019 | Golden Bud - The Fourth Network Film And Television Festival   | Best Actor                             | The King's Avatar         | Indicado  | [ 106 ]       |
| 2019 | China Newsweek                                                 | Person of the Year                     | —                         | Venceu    | [ 107 ]       |
| 2019 | Tencent Video All Star Awards                                  | VIP Star                               | —                         | Venceu    | [ 108 ]       |
| 2019 | Tencent Video All Star Awards                                  | TV Actor of the Year                   | The King's Avatar         | Venceu    | [ 108 ]       |
| 2020 | 7º The Actors of China Award Ceremony                          | Best Actor (Web series)                | —                         | Indicado  | [ 109 ]       |
| 2020 | Tencent Video All Star Awards                                  | VIP Star                               | —                         | Venceu    |               |

### Forbes China Celebrity 100
| Ano  | Classificação | Ref.    |
| ---- | ------------- | ------- |
| 2017 | 5º            | [ 110 ] |
| 2019 | 27º           | [ 111 ] |
| 2020 | 44º           | [ 112 ] |

## Avaliação do personagem
Yang Yang se transformou de dançarino em ator com The Dream of Red Mansions. Sua bela aparência é clara e gentil, e sua aparência é antiga e moderna. Ele tem um estilo que pode se adaptar à moda moderna e um temperamento clássico e elegante (resenha de Sina).
Yang Yang, que se formou em arte militar e se alistou no exército, tem um bom corpo, além de sua aparência, ele pode controlar todos os tipos de roupas livremente, e seu estilo único de vestir também mostra sua vitalidade juvenil. Seja em trajes antigos ou modernos, seja em trajes padrão ou roupas gratuitas, ou até mesmo a franja vendada com um estilo mate levemente matador em The Lost Tomb , Yang Yang confia em suas pernas longas e boa aparência para poder controlar livremente (Xinhua Net Análise).
De Jia Baoyu em sua estreia The Dream of Red Mansions , a Xu Yi em The Left Ear , o pequeno mestre Zhang Qiling em The Lost Tomb , e o irmão mais velho Ruo Bai em The Whirlwind Girl , cada papel tem suas próprias características. Cada um é diferente. Yang Yang aprimorou suas habilidades de atuação em performances vez após vez. Ele já consegue incutir juventude, mistério e seriedade nos personagens em diferentes performances. Os efeitos especiais em Once Upon a Time são moldados à medida que a preparação para as filmagens do filme também mostra os esforços diligentes dos trabalhadores modelo (revisão de entretenimento da Netease).
Como ator, Yang Yang está profundamente preocupado e amado tanto dentro quanto fora da indústria, e seu amor por seu trabalho e dedicação é bem reconhecido. Ele interpreta cada papel com o coração, faz bem seu trabalho e interpreta um bom jovem socialista com seu verdadeiro eu. Sua seriedade e trabalho duro foram reconhecidos dentro e fora da indústria. Yang Yang sempre esteve interessado em empreendimentos de bem-estar público, desde os excelentes jovens artistas de "The Flowers of May" até o "National Upgrading of Good Youths", usando sua influência para levar os fãs a se encarregarem do bem-estar público, doando dinheiro com entusiasmo para transmitir amor, e influenciando seu entorno através de ações práticas. Os fãs e o público em todos os momentos transmitem energia positiva para o bem e para a juventude (resenha do Sina).